# Cytherella discostata
Cytherella discostata is een mosselkreeftjessoort uit de familie van de Cytherellidae. De wetenschappelijke naam van de soort is voor het eerst geldig gepubliceerd in 1995 door Whatley, Cooke & Warne.